# ویلیام استورجن
 ویلیام استورجن (انگلیسی: William Sturgeon؛ زاده ۲۲ مهٔ ۱۷۸۳ درگذشته ۴ دسامبر ۱۸۵۰) یک فیزیک‌دان اهل انگلستان بود.

## اختراع آهن ربای الکتریکی

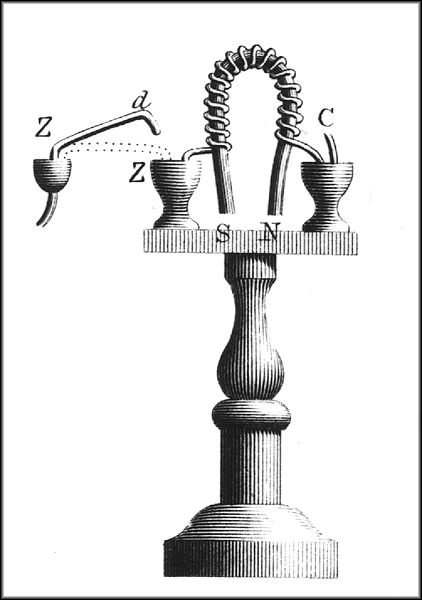

وی در سال ۱۸۲۴ آهن ربای الکتریکی را اختراع کرد. اولین آهن ربای الکتریکی او قطعه آهنی به شکل نعل اسب بود که ۱۸ دور سیم مسی لخت دور آن پیچیده شده بود (در آن زمان سیم روکش دار موجود نبوده‌است). آهن با لاک از سیم پیچ عایق شده بود.زمانی که جریانی از سیم پیچ گذر می‌کرد، آهن خاصیت آهن ربایی پیدا می‌کرد و دیگر قطعات آهن را می‌ربایید.زمانی که جریان قطع می‌شد این خاصیت را از دست می‌داد. ستورجن قدرت این پدیده را این‌طور نمایان ساخت که با گذر جریان ناشی از یک باتری تک سلولی، آهن به وزن ۷ اونس (تقریباً۲۰۰ گرم)، می‌توانست ۹ پوند(تقریباً ۴ کیلوگرم) را بلند کند.
آهنرباهای ستورجن ضعیف بودند به خاطر اینکه او از سیم بدون روکش استفاده می‌کرد بنابراین تعداد دورهای سیم تنها به یک لایه محدود می‌شد.